# 福岡市立簀子小学校
福岡市立簀子小学校（ふくおかしりつ すのこしょうがっこう）は、福岡県福岡市中央区大手門3丁目にあった公立小学校。

## 歴史
- 大正元年（1912年） - 大名尋常高等小学校から分離し簀子尋常小学校開校。現在地移転
- 大正2年（1913年） - 当仁尋常小学校の一部校区を編入
- 昭和16年（1941年） - 簀子国民学校に改称
- 昭和22年（1947年） - 福岡市立簀子小学校に改称
- 昭和28年（1953年） - 福岡市立赤坂小学校を分離
- 昭和35年（1960年） - 福岡市立舞鶴小学校を分離
- 昭和36年（1961年） - 校区の一部を福岡市立当仁小学校、舞鶴小学校へ分離
- 平成26年（2014年） - 福岡市立舞鶴小学校、福岡市立大名小学校、福岡市立舞鶴中学校と統合し福岡市立舞鶴小中学校へ

## 交通アクセス
- 福岡市地下鉄 大濠公園駅から徒歩6分